# أسامي شيمودا
أسامي شيمودا (باليابانية: 下田 麻美) مواليد 30 يناير 1986 في توتوري، اليابان، هي مؤدية أصوات يابانية.

## أعمال

### أنمي
- سيتوكاي ياكويندومو
- هجوم العمالقة
- سيتوكاي ياكويندومو

## وصلات خارجية
- أسامي شيمودا على موقع IMDb (الإنجليزية)
- أسامي شيمودا على موقع ميوزك برينز (الإنجليزية)
- أسامي شيمودا على موقع أول ميوزيك (الإنجليزية)
- أسامي شيمودا على موقع ديسكوغز (الإنجليزية)
- أسامي شيمودا على موقع قاعدة بيانات الفيلم (الإنجليزية)
- أسامي شيمودا على موقع ANN person (الإنجليزية)